# Prix A.-M.-Klein
Pour les articles homonymes, voir Klein.
Pour des articles plus généraux, voir Quebec Writers' Federation et Quebec Writers' Federation Awards.
Le prix A.-M.-Klein (en anglais A.-M.-Klein Prize for Poetry) est un prix littéraire québécois. Il a été créé en 1988 par la Quebec Writers' Federation dans le but d'encourager et de promouvoir la littérature de langue anglaise au Québec. Il est nommé en l'honneur de Abraham Moses Klein.
Il est remis à un auteur de poésie anglaise.

## Lauréats
- 1988 - David Solway
- 1989 - Douglas Gordon Jones
- 1990 - (Ex aequo) Erín Moure et Bruce Taylor
- 1991 - Eric Linn Ormsby
- 1992 - Naomi Guttman
- 1993 - Ralph Gustafson
- 1994 - (Ex aequo) Raymond Filip et Julie Brunck
- 1995 - Douglas Gordon Jones
- 1996 - Anne Carson
- 1997 - Ralph Gustafson
- 1998 - Anne Carson
- 1999 - Bruce Taylor (en)
- 2000 - Rachel Rose
- 2001 - Anne Carson
- 2002 - Norm Sibum
- 2003 - Susan Gillis
- 2004 - Carmine Starnino
- 2005 - Erín Moure
- 2006 - Susan Elmslie
- 2007 - David Solway
- 2008 - Peter Richardson, Sympathy for the Couriers
- 2009 - Carmine Starnino, This Way Out
- 2010 - Kate Hall, The Certainty Dream
- 2011 - Gabe Foreman, A Complete Encyclopedia of Different Types of People
- 2012 - Oana Avasilichioaei, We, Beasts
- 2013 - Ken Howe, The Civic-Mindedness of Trees
- 2014 - Sina Queyras, MxT
- 2015- David McGimpsey, Asbestos Heights
- 2016 - Kelly Norah Drukker, Small Fires
- 2017- Erin Robinsong, Rag Cosmology
- 2018 - Sina Queyras, My Ariel
- 2019 - Tess Liem, Obits
- 2020 - Sarah Wolfson, A Common Name for Everything
- 2021 - Sarah Venart, I Am the Big Heart
- 2022 - D.M. Bradford, Dream of No One But Myself
- 2023 - Erin Robinsong, Wet Dream
- 2024 - Derek Webster, National Animal